# Eileen Korczyńska
Eileen Krygowska-Korczyńska (ur. 4 maja 1914, zm. 1979) – pracownica Radia Wolna Europa.
Jej rodzicami byli prof. matematyki Zdzisław Krygowski i Rose New (Angielka). Po skończeniu studiów filologicznych na Uniwersytecie Poznańskim, otrzymawszy stypendium z funduszu Kultury, wyjechała na studia na Uniwersytecie Londyńskim. W latach 1938–1939 była studentką Wydziału Literatury Angielskiej, w tym czasie prowadziła badania w dziedzinie literatury z okresu XV-XIX w. 
W chwili wybuchu wojny została zaangażowana do pracy w Rządzie Polskim w Londynie. Mając matkę Angielkę, przyjęła wtedy obywatelstwo angielskie. Jej mąż, dr prawa i ekonomii Jerzy Korczyński, był absolwentem Uniwersytetu Jagiellońskiego w Krakowie. Wraz z nim pracowała w Radiu Wolna Europa, gdzie w latach 1952-1973 była osobistą sekretarką dyrektora RWE Jana Nowaka-Jeziorańskiego. 